# Platypalpus orphnus
Platypalpus orphnus är en tvåvingeart som beskrevs av Collin 1933. Platypalpus orphnus ingår i släktet Platypalpus och familjen puckeldansflugor. Inga underarter finns listade i Catalogue of Life.